# Hans van Willigenburg (televisiepresentator)
Johan Wouter (Hans) van Willigenburg (Amsterdam, 18 augustus 1942) is een Nederlandse televisie- en radiopresentator, die voordat hij bij de omroepen begon een aantal jaren bij Philips als platenproducer werkte. 

## Biografie
Van Willigenburg is in Amsterdam geboren in de Van Woustraat en groeide daar in een muzikaal gezin op. Zijn vader was jazzpianist en werkte als procuratiehouder bij een papiergroothandel. Als zestienjarige maakte Van Willigenburg zijn eerste radio-programma's bij ziekenomroep RANO te Amsterdam, in het Wilhelmina Gasthuis. Hij werd later platenproducer en begon in dezelfde tijd met zijn werk als radio-omroeper bij de KRO. Hij presenteerde er programma's als Muziek A Gogo, Van twaalf tot twee, Adres Onbekend en Op de eerste rang. Zijn radiowerk groeide uit tot televisiewerk en hij stopte met zijn werk bij Philips.
Een van de eerste eigen televisieprogramma's die hij presenteerde was het gala Kurhaus Adieu. Daarna volgden series als Rondje Theater, 11 jaar lang Klassewerk, Studio Vrij en Zondagavond met Van Willigenburg. Midden jaren 80 was hij actief als jurylid bij de miniplaybackshow van Henny Huisman bij de KRO. Vanaf 1994 presenteerde hij 7 jaar lang samen met Mireille Bekooij het populaire ochtendprogramma Koffietijd voor RTL 4. Op 3 september 2006 presenteerde hij, wederom samen met Mireille Bekooij, een drie uur durende, eenmalige terugkeer van Koffietijd op RTL 4.
Van Willigenburg stond ook in het theater, in musicalproducties zoals Follies On Broadway en Hollywood Follies en hij speelde in diverse toneelstukken.
In februari 1995 werd hij onderscheiden met de Franse onderscheiding Ridder in de Orde van Kunsten en Letteren, voor het voortdurend promoten van de Franse taal en cultuur in Nederland. Vijf jaar later, in 2000, werd hij benoemd tot ridder in de Orde van Oranje-Nassau.
Van 2001 tot 2012 presenteerde Van Willigenburg elke werkdag het radioprogramma De Hulplijn bij Radio Noord-Holland. Daarna presenteerde hij tot eind 2013 voor dezelfde zender op zondagen het muziekprogramma Hans van Willigenburg en zijn muziek.
Van 3 januari 2010 tot 29 december 2013 presenteerde hij voor RKK op Radio 5 iedere zondagochtend van 11.00 tot 12.00 uur (vanuit het Noord-Zuid Hollands Koffiehuis in Amsterdam) het programma De zondag van Van Willigenburg. Het programma verdween bij de herstructurering van de radiozender.
In het theaterseizoen 2016/2017 had hij een kleine rol als voice-over in de voorstelling Watskeburt - de musical van Bos Theaterproducties en De Jeugd van Tegenwoordig.
Hij wordt af en toe verward met Hans van Willigenburg van RTV Rijnmond, eveneens een presentator. 